# Wahlenbergia petraea
Wahlenbergia petraea är en klockväxtart som beskrevs av Mats Thulin. Wahlenbergia petraea ingår i släktet Wahlenbergia och familjen klockväxter.
Artens utbredningsområde är Burundi. Inga underarter finns listade i Catalogue of Life.